# Mecsekpölöske
Mecsekpölöske község Baranya vármegyében, a Komlói járásban.

## Fekvése
Baranya vármegyében, Mágocstól 14 kilométerre délre, Komlótól 5,5 kilométerre északnyugatra fekszik, a Zobákpuszta-Magyarszék közti 6542-es út mentén. Vonattal is elérhető volt a Dombóvár–Komló-vasútvonalon, amelynek egy megállási pontja volt itt, Mecsekpölöske megállóhely, azonban 2023. augusztus 1-től megszűnt a vasúti személyszállítás ezen a vonalon.

## Története
Az első írásos emlék 1332-ben említi először a falu nevét Pyliske formában, az itt folyó patak szláv eredetű neve után, a falu 1898-ban nyerte el mai nevét. 1462-ben Töttösök birtokaként volt számontartva. A település a török időkben alatt is lakott volt.
Az itt élő emberek kőbányászattal, mészégetéssel, állattenyésztéssel és földműveléssel foglalkoztak. Az 1700-as évek végén a falu lakossága csaknem megduplázódott a betelepülő németeknek köszönhetően. Az 1911-ben épült iskolának harangtornya is van, ami arra utal, hogy templom híján az iskola imaházként is szolgált.

## Közélete

### Polgármesterei
- 1990–1994: Bödő József (független)[3]
- 1994–1998: Bödő József (független)[4]
- 1998–2002: Kürti József (független)[5]
- 2002–2006: Kürti József (független)[6]
- 2006–2010: Kürti József (független)[7]
- 2010–2014: Papp István (független)[8]
- 2014–2019: Papp István (független)[9]
- 2019–2023: Papp István (független)[10]
- 2023–2024: Nagy Tibor (független)[11]
- 2024– : Nagy Tibor (független)[1]

A településen 2023. április 16-án időközi polgármester-választást kellett tartani, az előző polgármester január 10-i hatályú  lemondása miatt.

## Népesség
A település népességének változása:
| Lakosok száma | 390  | 386  | 376  | 372  | 368  | 369  | 375  | 376  |
|               | 2013 | 2014 | 2015 | 2019 | 2021 | 2022 | 2023 | 2024 |

A 2011-es népszámlálás során a lakosok 94,8%-a magyarnak, 2,1% cigánynak, 4,4% németnek mondta magát (5,2% nem nyilatkozott; a kettős identitások miatt a végösszeg nagyobb lehet 100%-nál). A vallási megoszlás a következő volt: római katolikus 56,4%, református 2,8%, evangélikus 1%, görögkatolikus 0,3%, felekezeten kívüli 9,5% (29,1% nem nyilatkozott).
2022-ben a lakosság 88,1%-a vallotta magát magyarnak, 3,3% németnek, 2,7% cigánynak, 0,5% ukránnak, 0,3-0,3% szerbnek, románnak, lengyelnek, görögnek, örménynek, bolgárnak és ruszinnak, 1,9% egyéb, nem hazai nemzetiségűnek (11,1% nem nyilatkozott; a kettős identitások miatt a végösszeg nagyobb lehet 100%-nál). Vallásuk szerint 40,9% volt római katolikus, 2,4% református, 0,5% evangélikus, 0,3% görög katolikus, 1,9% egyéb keresztény, 0,3% egyéb katolikus, 21,4% felekezeten kívüli (32% nem válaszolt).

## Nevezetességei
- Horgásztó